# ليوناردو (لاعب كرة قدم مواليد 1979)
ليوناردو هو لاعب كرة قدم برازيلي في مركز الدفاع، ولد في 12 يوليو 1979 في ريو دي جانيرو في البرازيل. لعب مع موريرينسي ونادي ريبيراو ونادي ليتشويس.